# C'est la vie (приказка)
C'est la vie ([sɛlaˈvi]; українською читається як се ля ві або селяві) — це приказка, яка походить з французької мови й дослівно означає «Таке життя».
Фразу часто використовують, щоб висловити покірність або прийняття неминучих життєвих злетів і падінь. Фраза має на увазі, що життя сповнене непередбачуваних подій, як позитивних, так і негативних, і марно чинити опір або надмірно впливати на них.